# Дрожжино
Дро́жжино (рос. Дрожжино) — селище міського типу у складі Ленінського міського округу Московської області, Росія.
До 2019 року селище мало статус присілка.

## Населення
Населення — 12666 осіб (2021; 69 у 2010, 48 у 2002).
Національний склад (станом на 2002 рік):
- росіяни — 96 %